# Byrd (cratera marciana)
Byrd é uma cratera marciana. Tem como característica 126.8 quilômetros de diâmetro. O seu nome é em homenagem a Richard Byrd, um explorador polar.